# Organul lui Bidder

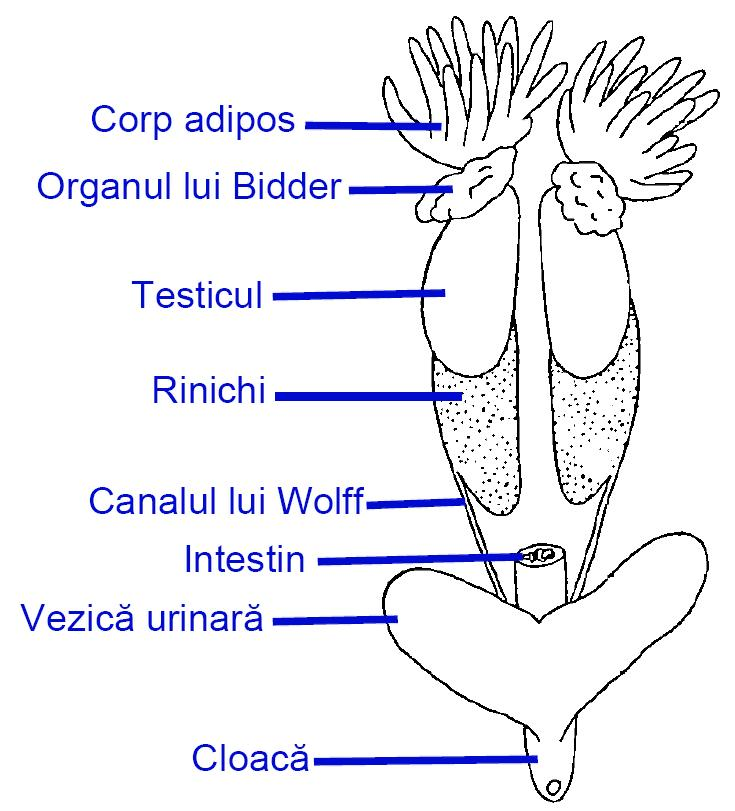
Organul lui Bidder la masculul broaştei râioase brune (Bufo bufo)

Organul lui Bidder este un ovar vestigial lipit de capătul anterior al testiculului sau al ovarului la unele broaște râioase (bufonide) la ambele sexe, care se poate dezvolta într-un ovar perfect în urma extirpării gonadei normale. Organul lui Bidder a fost numit în onoarea lui Friedrich Bidder (1810–1894), un fiziolog și anatomist rus de origine germană.
Dintre broaște numai bufonidele (broaștele râioase) posedă organul lui Bidder, care este o gonadă vestigială cu potențial feminin. Organul lui Bidder acoperă extremitatea anterioară a testiculelor și ovarelor.
Creasta genitală (o masă nediferențiată de țesut gonadic) care va da naștere organului lui Bidder are măduva slab dezvoltată, cortexul fiind mai dezvoltat; în spatele crestei  genitală se dezvoltă o gonadă normală, ovar sau testicul, care inhibă dezvoltarea organului lui Bidder. În timpul dezvoltării larvare, țesuturile gonadice ale viitorilor masculi secretă testosteron, ceea ce face ca animalul să se dezvolte ca un mascul. În absența producției de testosteron, larva va deveni o femelă. Cu alte cuvinte, sexul feminin este sexul primar. Organul lui Bidder conține o cantitate mică de tesut gonadic care păstrează proprietățile femele la masculii broaștele râioase, care dezvolta și testicule normale. Prin urmare masculul broaștei râioase, care posedă testicule normale și organele lui Bidder, este un hermafrodit potențial.
Dacă se va castra masculul adult sau femela adultă a broaștei râioase, organul lui Bidder se va transforma, la ambele sexe, într-un ovar funcțional; la mascul tractul genital se va diferenția ca și cel femel, iar masculul va depune ouă; sunt necesari trei ani pentru a obține această pontă. Așadar masculii sunt transformați în femele funcționale. În mod similar, la femelele castrate, organele lui Bidder vor deveni ovare funcționale. Astfel, se pare că prezența unui testicul funcțional, care produce hormoni masculini, inhibă dezvoltarea țesutului ovarian al organului lui Bidder. Nu se cunoaște dacă organul lui Bidder are un rol adaptativ sau funcțional în viața naturală a broaștelor râioase.